# Galeazzo Ciano
Galeazzo Ciano (Livorno, 18. ožujka 1903. – Verona, 11. siječnja 1944.), grof, talijanski političar.
Sin talijanskog admirala i junaka I. svjetskog rata Constanza Ciana koje je za svoje zasluge kao zapovjednika postrojbi podmorskih diverzanata od Kralja nagrađen titulom grofa, i koji je potom bio među osnivačima Nacionalne fašističke stranke i vođa fašista u Livornu.
U listopadu 1922. sudjelovao je, zajedno sa svojim ocem, u fašističkom "pohodu na Rim". Tijekom studija u Rimu je stjecao iskustvo iz novinarstva surađujući u više časopisa, živeći na visokoj nozi - njegov je otac naime bio vrlo bogat. Nakon što je diplomirao pravo 1925. godine, ulazi u diplomatsku službu, te postaje ataše u Rio de Janeiru, potom u Pekingu i Buenos Airesu. 1929. godine postaje prvi sekretar talijanskog veleposlanstva pri Vatikanu. 
Nakon što je 1930. postao Mussolinijev zet, karijera mladog i talentiranog fašiste s najboljim mogućim socijalnim vezama dobiva još jači poticaj: najprije tast šalje 27-godišnjeg Ciana da stekne iskustvo na dužnosti talijanskog konzula u središtu svjetske trgovine u Aziji Šangaju (dobiva ondje i ovlasti posebnog izaslanika Italije), da bi nakon povratka u Italiju 1933. godine postao šef Duceovog ureda za tisak (odakle se efektivno kontroliralo masovne medije u Italiji). 1935. postaje Ciano ministar za propagandu i član Velikog fašističkog vijeća, a 1936. ministar vanjskih poslova.  
Vodio je politiku, slijedeći Mussolinijeve direktive, što većeg vezivanja Italije uz Njemačku radi ekspanzije Italije na Balkanu i Sredozemlju. 
Imao je odlučnu ulogu u pregovorima s vlastima novosnovane Nezavisne Države Hrvatske, koji su rezultirali Rimskim ugovorima. 
Na sjednici Velikog savjeta fašizma (Gran consiglio del fascismo) 24. srpnja 1943. godine daje glas za rezoluciju koja je pozvala Kralja da preuzme vlast u zemlji, i nakon koje je kralj Viktor Emanuel III. odmah dao uhititi Mussolinija. 
Sa suprugom Eddom i troje njihove djece (Mussolinijeve unučadi) odlučio je nakon kapitulacije Italije otputovati u München, 28. kolovoza 1943. godine (njemačke trupe su u to vrijeme već okupirale najveći dio Italije: sam Rim je okupiran na sam dan kada su Saveznici objavili da im se Italija predala), nadajući se da će mu diplomatski kontakti osigurati ondje sigurno utočište i omogućiti avionski prijevoz za Španjolsku pod vlašću Francisca Franca. Međutim su njegov šogor (ženin brat) Vittorio Mussolini i neki drugi visokorangirani fašisti putem radija gromko optuživali Ciana za izdaju, te su ga Nijemci zadržali, a 17. listopada 1943. godine izučili na zahtjev vlasti novorofmirane (marionetske) Talijanske Socijalne Republike.  U siječnju 1944. godine je u Veroni osuđen na smrt zajedno s još četvoricom članova Velikog savjeta fašizma koji su glasovali za Mussolinijevu smjenu. Nakon oklijevanja podnio je dan prije zakazanog strijeljanja molbu za pomilovanje,  svojem tastu, Duceu. Mussolini nije htio pomilovati oca svoje unučadi, ali ni potpisati odluku kojem se pomilovanje odbija. Glavni tajnik Nacionalne fašističke stranke Allesandro Pavolini je čitavu noć obilazio dužnosnike koji su mogli potpisati odluku, ali su svi redom odbijali; naposljetku je Pavolini iznudio potpis jednog manje važnog dužnosnika. Putem svojega ispovjednika, poručio je Ciano svojoj djeci (Fabrizio, rođen 1931., Raimonda, rođena 1933. i Marzio, rođen 1937.): "Poruči mojoj djeci da umirem bez gorčine prema nikome. Sve nas je zahvatila ista oluja." Galeazzo Ciano je strijeljan 11. lipnja 1944. godine; vezan za stolicu kako bi ga metci pogodili u leđa, kako nalaže talijanski običaj kada se pogubljuje izdajnike. 
Poslije rata objavljeni su njegovi memoari u dvije knjige: Dnevnik i Europa prema katastrofi. Predstavljaju vrlo važan izvor za povjesničare, između ostalog i za povijest Hrvatske, osobito ustaškog pokreta i NDH.
Fabrizio Ciano (Shangai, Kina, 1931. - Heredia, Kostarika, 2008) je 1991. godine objavio knjigu "Quando il nonno fece fucilare papà" ("Kada je dida dao strijeljati tatu").

## Vanjske poveznice
- Ciano u Enciklopediji LZMK
- Ciano u Proleksis enciklopediji